# Harznordrandstörung

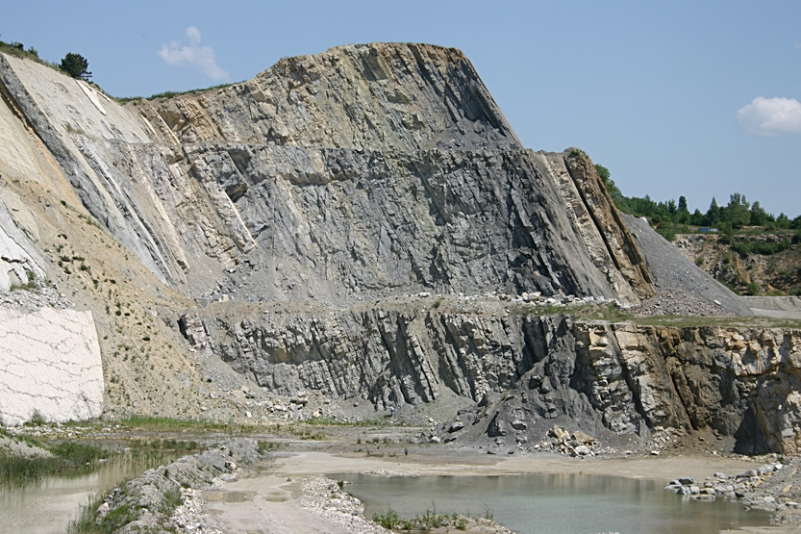
Steilgestellte und überkippt nach Süden einfallende Schichten des Jura im Kalksteinbruch Langenberg

Die Harznordrandstörung, auch Harznordrandverwerfung oder Nordharzrandverwerfung genannt, ist eine geologische Störung, an der der aus paläozoischen Gesteinen bestehende und im Zuge der variszischen Gebirgsbildung verfaltete Harz an das nördlich gelegene Subhercyne Becken oder Harzvorland angrenzt.
Der Harznordrand ist hercynisch orientiert (WNW-ESE-Richtung) und verläuft von Neuekrug-Hahausen über Langelsheim, Goslar, Bad Harzburg, Ilsenburg sowie Wernigerode, Blankenburg, Thale, Gernrode bis in den Bereich von Ballenstedt.
Die Harznordrandstörung stellt die südliche Grenze des Nordostdeutschen Beckens (NEDB), welches Teil des Mitteleuropäischen Beckens (MEB) ist, dar. Ein kleines Teilbecken des Nordostdeutschen Beckens ist das Subhercyne Becken, das auch als Harzvorland bezeichnet wird. Dieses seit dem Perm eingesunkene intrakontinentale Becken entwickelte sich aus den variszischen Vorlandbecken und nahm Sedimente des Mesozoikums auf. Das Becken entstand durch Krustendehnung oder Aufdomung der Moho. In der Kreide wurde das Becken durch die Alpidische Gebirgsbildung eingeengt, wodurch auch der Harz gehoben wurde.
Die Harznordrandstörung wurde in der Unterkreide aktiviert und anschließend wurde der Harz im Zuge der saxonischen Bruchschollentektonik an dieser Störung herausgehoben. Der Harz wurde auf die mesozoischen Schichten des Subhercynen Beckens überschoben, wodurch die mesozoischen Schichten steilgestellt und sogar überkippt wurden (siehe Foto). Die intensivste Phase der Heraushebung ereignete in einem Zeitraum von etwa 2 Millionen Jahren vom Mittelsanton bis zum Untercampan. Der Abschluss der Heraushebung zeigt sich daran, dass die Gesteine der Oberkreide mit einem viel flacheren Winkel einfallen als die Gesteine der Unterkreide, und diese an einigen Stellen auch diskordant überlagern. Die Heraushebung hält bis heute an.
Im Westteil der Störung wurde der Harz um mindestens 5 bis 7 km herausgehoben, was über die Mächtigkeit der im Harzvorland abgelagerten Gesteine des Mesozoikums und der erodierten paläozoischen Gesteine abgeschätzt werden kann. Der Harz wurde teilweise über die nördlich gelegenen Gesteinsschichten des Mesozoikums überschoben. Dabei wurden die mesozoischen Schichten steil gestellt (70–80 Grad) oder sogar überkippt. Ein gutes Beispiel dafür ist der Steinbruch Langenberg, jedoch finden sich darüber hinaus viele andere Aufschlüsse, die die steil aufgerichteten Schichten zeigen. In diesem sind Gesteine des Jura steil gestellt. In der Nähe von Blankenburg und Ballenstedt stehen steil gestellte Gesteine der Kreide an, die die Teufelsmauer bilden. Dabei handelt es sich unter anderem um den Heidelberg-Sandstein, ein silifizierter (verkieselter) Quarzsandstein.
Am gesamten Störungssystem treten Quellen auf, die sowohl gering mineralisierte Wässer als auch Mineralwässer führen. Die Mineralwässer werden zum Beispiel in Bad Harzburg für den Kurbetrieb verwendet und im Okertal als Mineralwasser gefördert (Okertaler Mineralbrunnen GmbH).
Der Harznordrand wurde 2006 in die Liste der 77 ausgezeichneten Nationalen Geotope aufgenommen.